# ケーシー・マギー
- ケイシー・マギー

ケーシー・マイケル・マギー（Casey Michael McGehee, 1982年10月12日 - ）は、アメリカ合衆国カリフォルニア州サンタクルーズ出身の元プロ野球選手（内野手）。右投右打。
日本プロ野球・セントラル・リーグにおけるシーズン最多二塁打記録（48本）の保持者。

## 経歴

### プロ入りとカブス時代
2003年のMLBドラフト10巡目（全体283位）でシカゴ・カブスから指名され、プロ入り。
2008年はAAA級アイオワ・カブスで自己最高となる12本塁打・92打点を記録。9月1日にメジャー初昇格を果たし、2日のヒューストン・アストロズ戦でメジャーデビュー。9試合の出場で打率.167・5打点の成績でMLB1年目を終えた。

### ブルワーズ時代
2008年10月29日にウェイバー公示を経てミルウォーキー・ブルワーズへ移籍した。

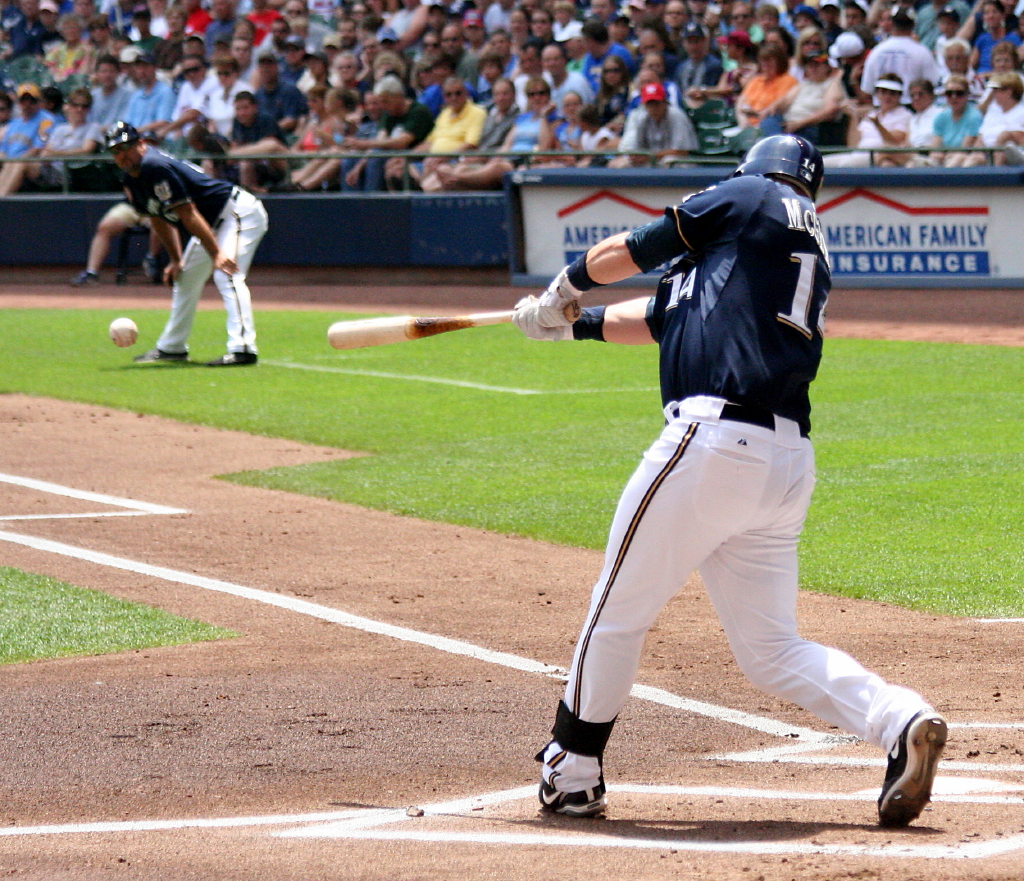
ブルワーズ時代（2009年）

2009年はシーズン序盤に故障したリッキー・ウィークスに代わる二塁手として監督のケン・モッカから抜擢される。シーズン途中にビル・ホールから三塁手のポジションを奪うと、リーグ新人最多の66打点、打率・長打率・本塁打は新人選手としてリーグ2位（本塁打はタイ）を記録。9月にはMLB全体でライアン・ハワードの27打点に次ぐMLB2位タイの26打点を挙げ、9月12日のアリゾナ・ダイヤモンドバックス戦では新人選手として球団タイ記録となる1試合6打点を記録。この活躍で同月のルーキー・オブ・ザ・マンスに選出された。オフに右膝のクリーニング手術を受けた。
2010年は157試合に出場し、当時の球団記録となる104打点を記録。特に8月は好調で球団記録の9打席連続安打を達成。地元記者が選ぶチームMVPを獲得した。
2011年は不調に苦しみ、8月3日には1試合3本塁打を放ったが、レギュラー獲得後最低の打撃成績に終わる。また、シーズン20失策は三塁手としてナ・リーグのワーストだった。

### パイレーツ時代
2011年12月11日にホセ・ベラスとのトレードで、ピッツバーグ・パイレーツへ移籍した。

### ヤンキース時代

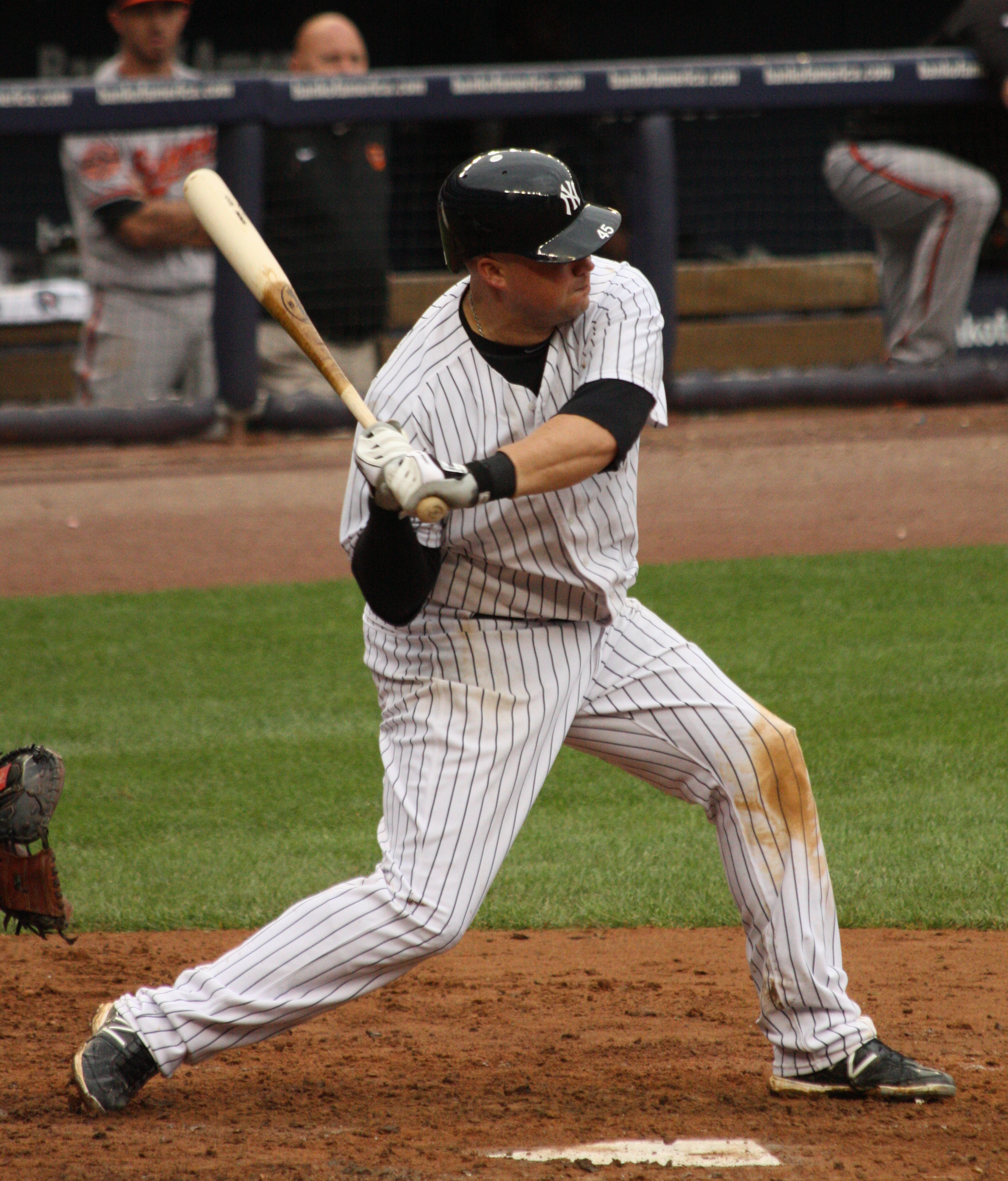
ヤンキース時代（2012年）

2012年はトレード期限の7月31日に左手首を骨折したアレックス・ロドリゲスの代役としてチャド・クオルズとのトレードでニューヨーク・ヤンキースへ移籍した。22試合の出場で打率.151、1本塁打、OPS.484の成績を喫する。

### 楽天時代

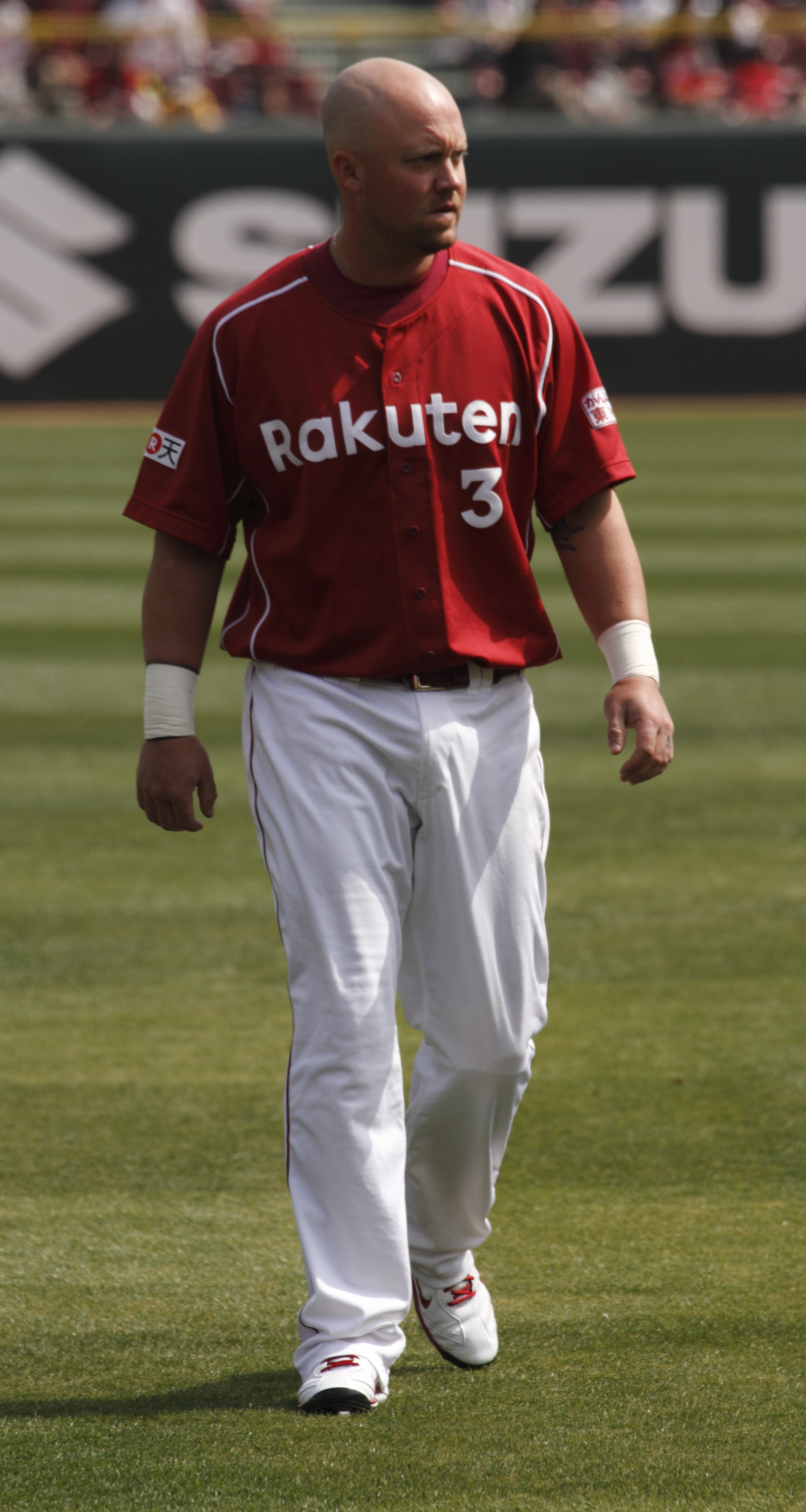
楽天時代（2013年）

2012年12月23日に東北楽天ゴールデンイーグルスと1年契約で入団に合意したことが発表。2013年1月29日には、前年途中からヤンキースでチームメイトになっていたアンドリュー・ジョーンズと揃って入団会見に臨んだ。
2013年はオープン戦でチーム唯一の全試合出場を果たすものの、打率.200・本塁打0に終わる。しかし、開幕を一軍入りして3月31日の福岡ソフトバンクホークス戦で「6番・三塁」でスタメン出場すると2安打3打点と活躍。4月21日の千葉ロッテマリーンズ戦でもNPBでは初の1試合2本塁打を記録した。4月は打率4割を超え、一時は首位打者に立つなどシーズン前半は打撃面で好調を維持していた。9月こそ不振に陥ったものの、最終的に全144試合に出場して打率は.292、28本塁打（リーグ2位）、93打点（リーグ4位）と好成績を残し、主に5番打者として4番ジョーンズと共に打線を引っ張った。また、チームで唯一全試合出場を果たし球団史上初のリーグ優勝と日本シリーズ優勝に貢献、パ・リーグベストナインにも選出された。シーズン終了後には、マギーの残留を求める球団側の意向から12月1日公示の契約保留者名簿に掲載された。「日本でプレーを続ける場合には楽天に残留する」という意思を示す一方で、先天性の脳障害を患う長男の療養などを背景にMLB復帰の可能性も模索。このような事情から、同月3日には楽天が残留交渉を続けることを前提に 自由契約を公示された。

### マーリンズ時代
2013年12月18日にマイアミ・マーリンズと1年契約で合意した。

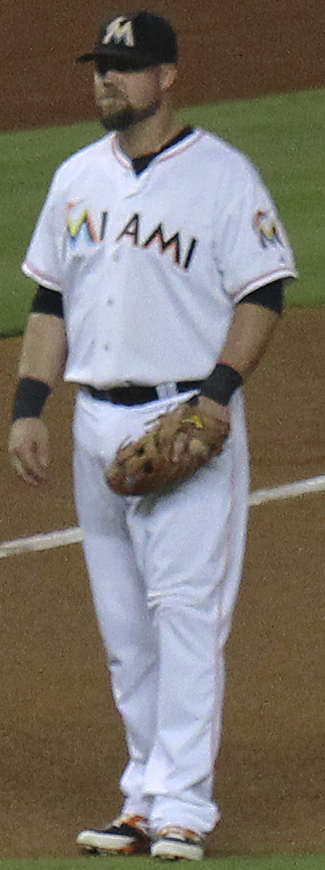
マイアミ・マーリンズ時代
（2014年7月1日）

2014年は2年ぶりにMLBに復帰。4月下旬にはニューヨークで楽天のオーナーである三木谷浩史から直接前年の日本シリーズ優勝記念リングを手渡された。「忙しい三木谷さんがわざわざ自分のために時間を割いてくれた。最高級の気配り。全く予期していなかったから驚いたし、嬉しかった。早速、家に持ち帰って飾らせてもらった」と言い、楽天に所属した1年について「今までの野球人生のハイライトだよ」と語った。最終的に正三塁手として、自己最多となる160試合に出場。4番打者としての起用も多く、夏場まで打率3割をキープしていた。前年の様な長打力は発揮されず4本塁打に終わったものの、打率.287・177安打（自己最多）・76打点（自己2位）という成績を記録し、球団初のカムバック賞を受賞した。

### ジャイアンツ時代
2014年12月20日にケンドリー・フローレス、ルイス・カスティーヨとのトレードで、サンフランシスコ・ジャイアンツへ移籍した。
2015年はシーズン開幕をメジャーで迎えたものの35試合の出場で打率.200・2本塁打と振るわず、5月24日にDFAとなり、26日にAAA級サクラメント・リバーキャッツに降格した。6月5日に再昇格したが、30日に再びDFAとなった。7月8日にFAとなった。

### マーリンズ復帰
2015年7月10日、ジェフ・ベイカーが15日間の故障者リストに登録されたマーリンズとメジャー契約を結んだ。オフの11月2日にFAとなった。

### タイガース時代

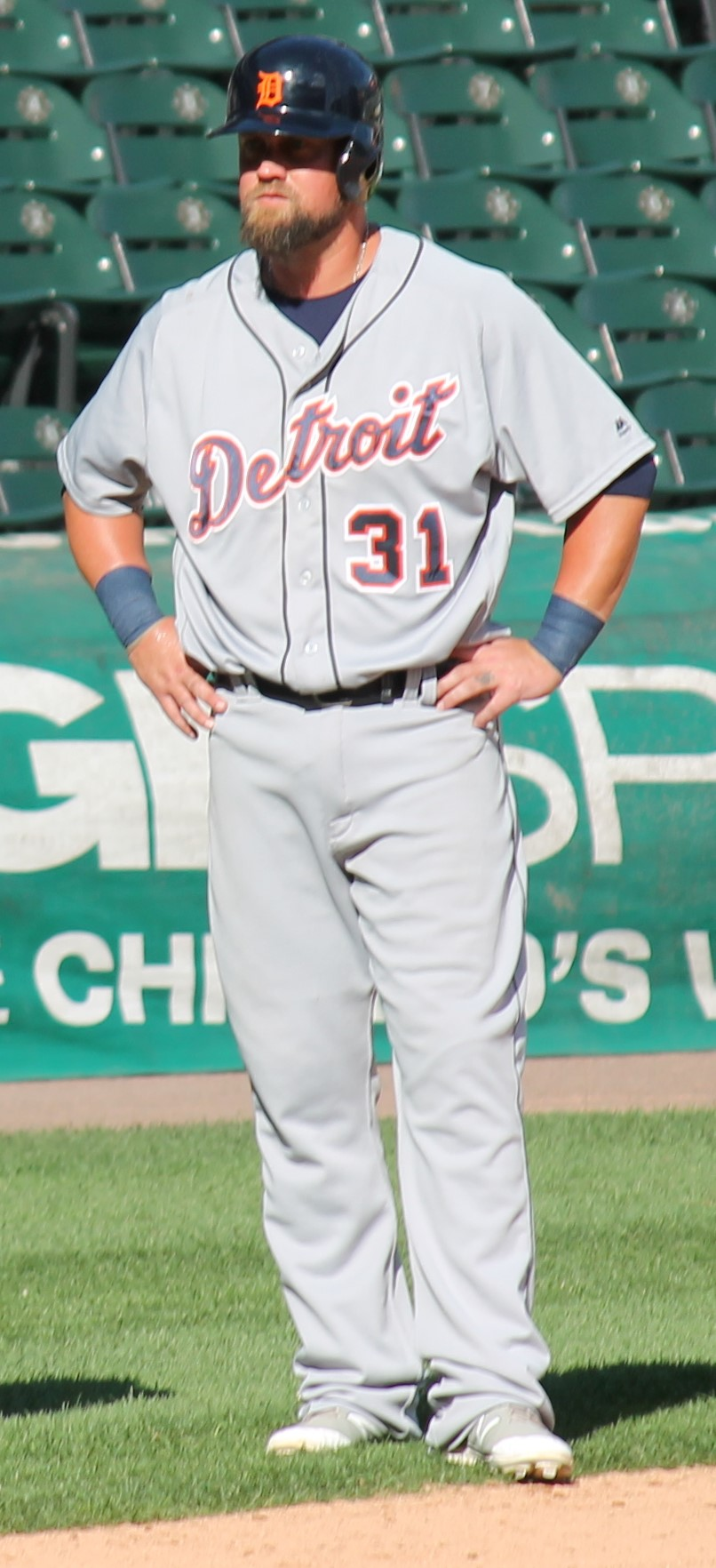
デトロイト・タイガース時代（2016年9月7日）

2016年2月23日にデトロイト・タイガースとマイナー契約を結び、同年のスプリングトレーニングに招待選手として参加する。3月28日にFAとなったが、30日に再度マイナー契約を結んだ。6月18日にメジャー契約を結んで25人枠入りしたが、代打の1打席のみの起用に終わり、21日にAAA級トレド・マッドヘンズへ降格した。8月7日に再昇格した。合計では30試合に出場したが、打率.228、6打点に留まった。11月3日にFAとなった。

### 巨人時代
2016年12月4日に読売ジャイアンツが獲得を正式に発表した。単年契約で年俸は170万ドル（約1億9400万円）。背番号は33に決まった。
2017年はオープン戦では打撃不振が続いていたが、3月31日開幕戦の対中日ドラゴンズ戦に「5番・三塁」で先発出場。3回裏の第2打席では、NPB復帰後初安打となる左中間への適時二塁打を放った。開幕前は前年までの正三塁手だった村田修一と併用する構想だったが、打率3割をキープし続けたことを受け首脳陣からの信頼を得てスタメンで起用され続ける。5月28日の対広島東洋カープ戦で巨人の第87代4番を務めた。交流戦最初のカードは古巣・楽天戦で5月30日の初戦で第1打席に立つと楽天ファンから温かい拍手が送られた。7月以降はチーム打線が不振だったことを受け二塁手にコンバートされると共に、2番打者での起用となる。シーズン終盤まで横浜DeNAベイスターズの宮﨑敏郎と熾烈な首位打者争いを繰り広げるなど打撃は好調だったが楽天時代に比べると本塁打は減少し、18本塁打に留まったが139試合出場で打率.315、77打点を記録。打撃3部門はチーム内でトップの成績だった。また、シーズン48本の二塁打は、2006年に福留孝介が記録した47本を上回りセ・リーグ新記録となった。
2018年の前半は25打席連続無安打を記録するなど打撃不振でサードをこの年からレギュラー及び4番に定着した岡本和真に固定される形で阿部慎之助が一塁スタメンで出る試合もありスタメンを外れるケースも目立った。しかし、リーグ戦再開となった6月22日の東京ヤクルトスワローズ戦で同月8日（埼玉西武ライオンズ戦・東京ドーム）以来のスタメンで出場すると初回に先制の中前適時打を放つなど4打数4安打の活躍で勝利に貢献。この試合以降本来の調子を取り戻し3番打者に定着した。8月19日の中日戦ではNPB初のサヨナラ安打を記録した。132試合に出場して打率は3割を下回ったものの楽天時代以来の20本塁打・80打点をクリアした。広島とのクライマックスシリーズファイナルではチームの全打点を挙げた。しかしチームは3連敗で敗退し、その最後の試合では「これが最後かもしれない」と涙を流し、試合後の宿舎でのミーティングでは同僚に感謝を告げて握手を交わした。帰国時の取材に対しても「また1歳、年を取ったのは事実。世代交代はどの組織でも起こる」「振り返れば、誇れるような野球人生だった」と現役引退を示唆した。オフの11月14日に巨人は契約を結ばないことを発表。

### 引退後
2021年6月1日に巨人駐米スカウト中地区担当に就任した。

## 選手としての特徴
右足に体重を残す打撃フォームを特徴とする。配球の読みがうまく、インコースに強さをみせるが、2012年は外角低めを全く打てなかった。一度調子を落とすと、復調するまでが長い。
楽天所属前までは速球系に強い打者だったが、MLB復帰後は変化球にも対応を見せている。「日本では投手がたくさん変化球を投げる。それに我慢強く対応しながら、速球が来たらしっかり打つ。そのアプローチを学んだ。以前はいつ変化球がくるかとナーバスになっていたからね。それが今は自信を持って変化球を待てる」。MLBに戻ってからも楽天打撃コーチの田代富雄と行っていた練習を続け「今でもタシロさんに教わったことを思い出すし、役に立っている」と語っている。
巨人時代にはセ・リーグの投手に適応し、配球を読んで狙い球を絞る頭脳を活かしたバッティングを行っていた。2017年シーズンにリーグ最高の48二塁打を記録したことから分かるように、外野手の間を破るライナー性の打球で二塁打を量産するタイプであった。それでいて、時には追い込まれてもヤマを張って振っていく大胆さもあった。

## 人物
先述の通り、長男のマッケイルが先天性の脳障害を患っており、全米脳障害連合のメンバーとして活動している。マッケイルが全米脳障害連合を代表して始球式を務めた2009年7月29日の対ワシントン・ナショナルズ戦では、代打2点本塁打を記録した。9月には、球団の協力を得て試合チケットの売り上げを寄付金とするイベントも行った。
ボブ・マーリーを愛聴している。
チームメイトを自宅に招待しては、手料理を振る舞うことがある。
村田真一からは「とにかく一番いいのは、責任感があって、野球に取り組む姿勢が真面目なところやね」と評されており、本人は現役時代に「オレは一塁手でも三塁手でもなく野球選手なんだ。だから最善を尽くすのは当たり前のことだと思っている」との意識を示していた。
2017年シーズンのある試合の時、マウンド上で審判の判定に不満を爆発させたマイルズ・マイコラスに対して「ガタガタ言ってないで、いいから早く投げろ!」と叱り飛ばした一面もあり、このことからマイコラスはそれ以降マウンド上であまり苛付いた態度を露わにしなくなったという。

## 詳細情報

### 年度別打撃成績
| 年 度    | 球 団    | 試 合 | 打 席 | 打 数 | 得 点 | 安 打 | 二 塁 打 | 三 塁 打 | 本 塁 打 | 塁 打 | 打 点 | 盗 塁 | 盗 塁 死 | 犠 打 | 犠 飛 | 四 球 | 敬 遠 | 死 球 | 三 振 | 併 殺 打 | 打 率 | 出 塁 率 | 長 打 率 | O P S |
| -------- | -------- | ----- | ----- | ----- | ----- | ----- | -------- | -------- | -------- | ----- | ----- | ----- | -------- | ----- | ----- | ----- | ----- | ----- | ----- | -------- | ----- | -------- | -------- | ----- |
| 2008     | CHC      | 9     | 25    | 24    | 1     | 4     | 1        | 0        | 0        | 5     | 5     | 0     | 0        | 0     | 1     | 0     | 0     | 0     | 8     | 1        | .167  | .160     | .208     | .368  |
| 2009     | MIL      | 116   | 394   | 355   | 58    | 107   | 20       | 1        | 16       | 177   | 66    | 0     | 2        | 0     | 4     | 34    | 2     | 1     | 67    | 13       | .301  | .360     | .499     | .859  |
| 2010     | MIL      | 157   | 670   | 610   | 70    | 174   | 38       | 1        | 23       | 283   | 104   | 1     | 1        | 0     | 8     | 50    | 5     | 2     | 102   | 18       | .285  | .337     | .464     | .801  |
| 2011     | MIL      | 155   | 600   | 546   | 46    | 122   | 24       | 2        | 13       | 189   | 67    | 0     | 3        | 0     | 8     | 45    | 4     | 1     | 104   | 19       | .223  | .280     | .346     | .626  |
| 2012     | PIT      | 92    | 293   | 265   | 27    | 61    | 13       | 1        | 8        | 100   | 35    | 1     | 1        | 0     | 2     | 24    | 0     | 2     | 60    | 7        | .230  | .297     | .377     | .674  |
| 2012     | NYY      | 22    | 59    | 53    | 9     | 8     | 3        | 0        | 1        | 14    | 6     | 0     | 0        | 0     | 1     | 5     | 0     | 0     | 10    | 3        | .151  | .220     | .264     | .484  |
| '12計    | NYY      | 114   | 352   | 318   | 36    | 69    | 16       | 1        | 9        | 114   | 41    | 1     | 1        | 0     | 3     | 29    | 0     | 2     | 70    | 10       | .217  | .284     | .358     | .643  |
| 2013     | 楽天     | 144   | 590   | 513   | 78    | 150   | 30       | 0        | 28       | 264   | 93    | 2     | 3        | 0     | 5     | 70    | 3     | 2     | 119   | 12       | .292  | .376     | .515     | .891  |
| 2014     | MIA      | 160   | 691   | 616   | 56    | 177   | 29       | 1        | 4        | 220   | 76    | 4     | 2        | 0     | 7     | 67    | 3     | 1     | 102   | 31       | .287  | .355     | .357     | .712  |
| 2015     | SF       | 49    | 138   | 127   | 7     | 27    | 5        | 0        | 2        | 38    | 11    | 0     | 1        | 0     | 0     | 11    | 0     | 0     | 28    | 15       | .213  | .275     | .299     | .575  |
| 2015     | MIA      | 60    | 120   | 110   | 7     | 20    | 7        | 0        | 0        | 27    | 9     | 1     | 0        | 0     | 0     | 10    | 0     | 0     | 22    | 3        | .182  | .250     | .245     | .495  |
| '15計    | MIA      | 109   | 258   | 237   | 14    | 47    | 12       | 0        | 2        | 65    | 20    | 1     | 1        | 0     | 0     | 21    | 0     | 0     | 50    | 18       | .198  | .264     | .274     | .538  |
| 2016     | DET      | 30    | 96    | 92    | 4     | 21    | 1        | 0        | 0        | 22    | 6     | 0     | 0        | 0     | 0     | 3     | 0     | 1     | 14    | 5        | .228  | .260     | .239     | .500  |
| 2017     | 巨人     | 139   | 586   | 523   | 67    | 165   | 48       | 1        | 18       | 269   | 77    | 4     | 1        | 0     | 4     | 58    | 4     | 1     | 107   | 20       | .315  | .382     | .514     | .897  |
| 2018     | 巨人     | 132   | 547   | 499   | 65    | 142   | 28       | 0        | 21       | 233   | 84    | 2     | 0        | 0     | 6     | 41    | 1     | 1     | 92    | 12       | .285  | .336     | .467     | .803  |
| MLB：8年 | MLB：8年 | 850   | 3086  | 2798  | 285   | 721   | 141      | 6        | 67       | 1075  | 385   | 7     | 10       | 0     | 31    | 249   | 14    | 8     | 517   | 115      | .258  | .317     | .384     | .701  |
| NPB：3年 | NPB：3年 | 415   | 1723  | 1535  | 210   | 457   | 106      | 1        | 67       | 766   | 254   | 8     | 4        | 0     | 15    | 169   | 8     | 4     | 318   | 44       | .298  | .366     | .499     | .865  |

- 2019年度シーズン終了時
- 各年度の太字はリーグ最高

### 表彰
MLB
- ルーキー・オブ・ザ・マンス：1回（2009年9月）
- カムバック賞（2014年）
- プレイヤーズ・チョイス・アワーズ・カムバック賞（2014年）

NPB
- ベストナイン：1回（三塁手部門：2013年）

### 記録
NPB初記録
- 初出場・初先発出場：2013年3月29日、対福岡ソフトバンクホークス1回戦（福岡ヤフオク!ドーム）、6番・三塁手で先発出場
- 初打席：同上、2回表に攝津正の前に見逃し三振
- 初安打：2013年3月30日、対福岡ソフトバンクホークス2回戦（福岡ヤフオク!ドーム）、8回表に金無英から右前安打
- 初打点：2013年3月31日、対福岡ソフトバンクホークス3回戦（福岡ヤフオク!ドーム）、2回表に武田翔太から右前適時打
- 初本塁打：2013年4月11日、対北海道日本ハムファイターズ3回戦（東京ドーム）、5回表に木佐貫洋から左越ソロ

NPBその他の記録
- オールスターゲーム出場：1回（2017年）
- シーズン48二塁打：2017年 ※セ・リーグ記録[28]

MLB/NPB通算節目の記録
- 1000本安打：2017年8月26日、対阪神タイガース18回戦（東京ドーム）、1回裏に能見篤史から中前安打[40]

### 背番号
- 27（2008年）
- 14（2009年 - 2012年途中、2015年 - 2015年6月）
- 45（2012年途中 - 同年終了）
- 3（2013年）
- 9（2014年）
- 5（2015年7月 - 同年終了）
- 31（2016年 - 同年終了）
- 33（2017年 - 2018年）

### 登場曲
- 「Simple Man」Shinedown（2013年、2018年）
- 「Money & Fame」NEEDTOBREATHE（2017年 - 2018年）